# Legnickie Pole
Legnickie Pole (Duits: Wahlstatt) is een klein dorpje bij Legnica in Neder-Silezië. Het is de plaats van een beslissende slag tussen de Mongolen en de Gouden Horde aan de ene kant tegen de Pools-Duitse troepen onder Hendrik II de Vrome op 9 april 1241. Deze slag gaf de westelijke grens aan van het Mongoolse rijk in Europa. Alhoewel de Mongolen hun tegenstanders vrijwel uitroeiden, keerden ze toch terug om een nieuwe Khan te kiezen.
In de buurt van Wahlstatt werd ook de Slag van Katzbach gestreden, tussen de legers van de Pruisen onder generaal von Blücher, en dat van de Fransen onder maarschalk MacDonald. In deze slag wist het Pruisische leger de Fransen overtuigend te verslaan in de oorlog van 1813/1814. In 1945 kwam het gebied onder Poolse heerschappij. Het dorpje droeg van 1946-1948 de Poolse naam Dobre Pole, en sindsdien Legnickie Pole. De Duitse dorpsbevolking werd verjaagd na 1945.

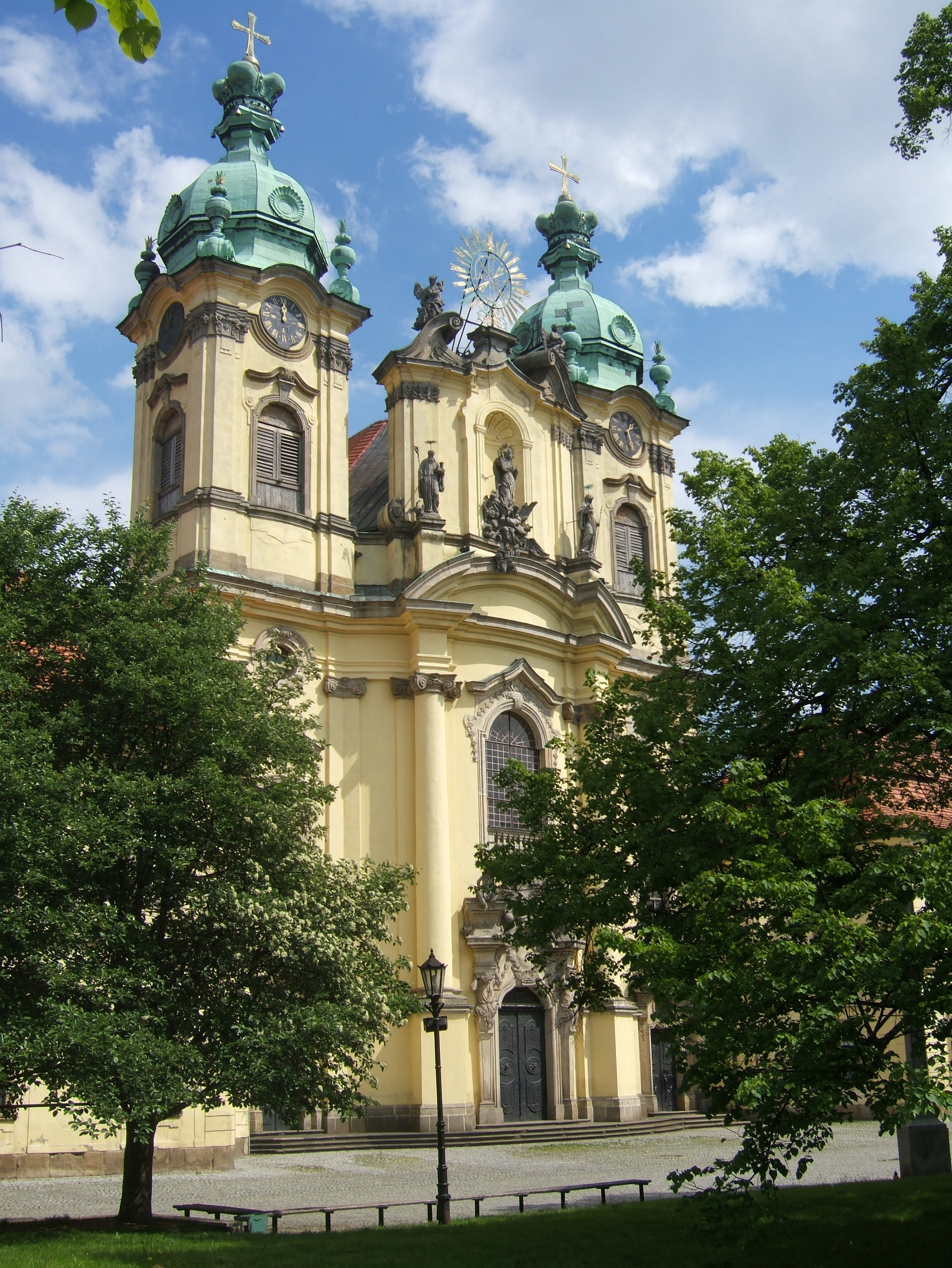
De kerk